# Embata laticornis
Embata laticornis är en hjuldjursart som först beskrevs av Murray 1905.  Embata laticornis ingår i släktet Embata och familjen Philodinidae. Inga underarter finns listade i Catalogue of Life.